# École militaire supérieure
Il existait deux écoles militaires supérieures dans l'Armée de terre française : 
- l'École d'état-major (EEM) située à Saumur ;
- le Collège d'enseignement supérieur de l'Armée de terre (CESAT) à Paris  qui comprend :
  - le Cours supérieur d'état-major (CSEM) ;
  - l'Enseignement militaire supérieur scientifique et technique (EMSST) ;
  - l'École supérieure des officiers de réserve spécialistes d'état-major (ESORSEM).

Désormais, toutes ces écoles dépendent d'un organisme unique, le « Centre de Doctrine et d’Enseignement du Commandement », principalement depuis 2016 (depuis 2017 pour l'EEM).